# Shinobu Asagoe
Shinobu Asagoe (jap. 浅越しのぶ Asagoe Shinobu; ur. 28 czerwca 1976 r. w Kamigōri, w prefekturze Hyōgo) – tenisistka japońska, zwyciężczyni turniejów deblowych, reprezentantka w Pucharze Federacji.
Status tenisistki zawodowej posiada od 1 lutego 1997 r. W tym samym roku debiutowała w cyklu WTA Tour, w turnieju w Tokio (Princess Cup), już w pierwszym meczu pokonując jedną z czołowych zawodniczek, Amerykankę Rubin (w II rundzie przegrała z Hiszpanką Sánchez Vicario).
W kolejnych latach grała w większości w turniejach niższej rangi, w cyklu WTA występując sporadycznie. W 2000 r. awansowała po raz pierwszy do czołowej setki rankingu światowego. W 2001 r. odniosła pierwsze zwycięstwo nad zawodniczką z czołowej dziesiątki na świecie (Amandą Coetzer z RPA) oraz dotarła do pierwszego półfinału turniejowego (w Oklahoma City). Rok później wygrała swoje pierwsze turnieje w grze podwójnej (Birmingham, w parze z Belgijką Els Callens; Tokio, Japan Open, z rodaczką Naną Miyagi).
W 2003 r. awansowała do czołowej pięćdziesiątki rankingu światowego, głównie dzięki dwóm wynikom z kortów trawiastych – finałowi w Birmingham (w półfinale pokonała Rosjankę Mariję Szarapową, w finale przegrała z Bułgarką Magdaleną Maleewą) oraz w IV rundzie (1/8 finału) wielkoszlemowego Wimbledonu (pokonała m.in. Słowaczkę Hantuchovą).
Była także w III rundzie US Open (w I rundzie zrewanżowała się Maleewej za porażkę w Birmingham). Kontynuowała udane występy w 2004 r., osiągając ćwierćfinał US Open. Pokonała w tym turnieju m.in. reprezentantkę Izraela Annę Smasznową oraz Argentynkę Paolę Suárez, a przegrała z Amerykanką Lindsay Davenport. W finale turnieju w Hobart przegrała z Amerykanką Amy Frazier.
W styczniu 2005 r. doszła do finału turnieju w Auckland. Imprezę tę udało się jej wygrać w deblu, a partnerowała jej Słowenka, Katarina Srebotnik – finałowa rywalka w singlu. Tego samego roku dotarła także m.in. do półfinału turnieju w Tokio (Pan Pacific), jako pierwsza Japonka od czasu Kimiko Date w 1995 r. Występy te zapewniły jej dalszy awans w rankingu – w kwietniu 2005 r. była klasyfikowana na pozycji nr 21 w singlu, a w czerwcu – jako nr 18 w deblu.
Do września 2005 r. wygrała sześć turniejów deblowych, w dalszych dwóch była w finałach. Jednym z jej bardziej znaczących sukcesów był półfinał debla Igrzysk Olimpijskich w Atenach (2004 r.), w parze z Sugiyamą. Japonki przegrały półfinał z Hiszpankami Conchitą Martínez i Ruano Pascual. Nie udało im się również zdobyć brązowego medalu po porażce z Argentynkami Paolą Suárez i Patricią Tarabini.
Od 1999 r. Asagoe jest regularną reprezentantką Japonii w Pucharze Federacji. Występuje zarówno w grze pojedynczej, jak i podwójnej.

## Wygrane turnieje WTA

### gra podwójna (9)
- 2002 Birmingham (z Els Callens), Tokio (Japan Open, z Naną Miyagi)
- 2003 Sarasota (z Miyagi)
- 2004 Hobart (z Seiko Okamoto), Montreal (Canadian Open, z Ai Sugiyamą), Tokio (Japan Open, z Katariną Srebotnik)
- 2005 Auckland (ze Srebotnik), Bangkok (z Giselą Dulko)
- 2006 Amelia Island (ze Srebotnik)